# J2 League 2018
Die J2 League 2018 war die 20. Spielzeit der zweiten Division der japanischen J.League. An ihr nahmen 22 Vereine teil.

## Teilnehmer
| Team                | Stadt                | Heimstadion                           |
| ------------------- | -------------------- | ------------------------------------- |
| Montedio Yamagata   | Yamagata, Yamagata   | ND Soft Stadium                       |
| Mito Hollyhock      | Mito, Ibaraki        | K's denki Stadium                     |
| Tochigi SC          | Utsunomiya, Tochigi  | Tochigi Green Stadium                 |
| Omiya Ardija        | Saitama, Saitama     | NACK5 Stadium Ōmiya                   |
| JEF United Chiba    | Chiba, Chiba         | Fukuda Denshi Arena                   |
| Tokyo Verdy         | Tokio                | Ajinomoto Stadium                     |
| FC Machida Zelvia   | Machida, Tokio       | Machida Municipal Stadium             |
| Yokohama FC         | Yokohama, Kanagawa   | NHK Spring Mitsuzawa Football Stadium |
| Ventforet Kofu      | Kofu, Yamanashi      | Yamanashi Chuo Bank Stadium           |
| Matsumoto Yamaga FC | Matsumoto, Nagano    | Matsumotodaira Park Stadium Alwin     |
| Albirex Niigata     | Niigata, Niigata     | Denka Big Swan Stadium                |
| Zweigen Kanazawa    | Kanazawa, Ishikawa   | Ishikawa Athletics Stadium            |
| FC Gifu             | Gifu, Gifu           | Nagaragawa-Stadion                    |
| Kyoto Sanga FC      | Kyoto, Kyoto         | Nishikyōgoku Athletic Stadium         |
| Fagiano Okayama     | Okayama, Okayama     | City Light Stadium                    |
| Renofa Yamaguchi FC | Yamaguchi, Yamaguchi | Ishin Me-Life Stadium                 |
| Kamatamare Sanuki   | Takamatsu, Kagawa    | Pikara Stadium                        |
| Tokushima Vortis    | Tokushima, Tokushima | Pocari Sweat Stadium                  |
| Ehime FC            | Matsuyama, Ehime     | Ningineer Stadium                     |
| Avispa Fukuoka      | Fukuoka, Fukuoka     | Level-5 Stadium                       |
| Roasso Kumamoto     | Kumamoto, Kumamoto   | EGAO Kenko Stadium                    |
| Ōita Trinita        | Ōita, Oita           | Oita Bank Dome                        |

## Trainer
| Verein              | Cheftrainer                          |
| ------------------- | ------------------------------------ |
| Montedio Yamagata   | Takashi Kiyama                       |
| Mito HollyHock      | Shigetoshi Hasebe                    |
| Tochigi SC          | Yūji Yokoyama                        |
| Omiya Ardija        | Masatada Ishii                       |
| JEF United Chiba    | Juan Esnáider                        |
| Tokyo Verdy         | Miguel Ángel Lotina                  |
| FC Machida Zelvia   | Naoki Sōma                           |
| Yokohama FC         | Edson Tavares                        |
| Ventforet Kofu      | Tatsuma Yoshida → Nobuhiro Ueno      |
| Matsumoto Yamaga FC | Yasuharu Sorimachi                   |
| Albirex Niigata     | Masakazu Suzuki → Kōichirō Katafuchi |
| Zweigen Kanazawa    | Masaaki Yanagishita                  |
| FC Gifu             | Takeshi Ōki                          |
| Kyoto Sanga FC      | Takanori Nunobe → Boško Gjurovski    |
| Fagiano Okayama     | Tetsu Nagasawa                       |
| Renofa Yamaguchi FC | Masahiro Shimoda                     |
| Kamatamare Sanuki   | Makoto Kitano                        |
| Tokushima Vortis    | Ricardo Rodríguez                    |
| Ehime FC            | Shūichi Mase → Kenta Kawai           |
| Avispa Fukuoka      | Masami Ihara                         |
| Roasso Kumamoto     | Hiroki Shibuya                       |
| Oita Trinita        | Tomohiro Katanosaka                  |

## Spieler
| Verein              | Spieler |
| ------------------- | --- |
| Montedio Yamagata   | Tsuyoshi Kodama (18/0), Jairo Rodrigues (2/0), Naoki Kuriyama (36/3), Kai Miki (32/1), Rikiya Motegi (8/0), Takumi Yamada (33/0), Ryōsuke Matsuoka (3/0), Alvaro Rodrigues (21/3), Felipe Alves (19/6), Yūji Senuma (16/0), Toyofumi Sakano (39/9), Takuya Honda (28/0), Ken’ichi Kaga (15/0), Seigō Kobayashi (34/12), Shun Nakamura (38/2), Shūto Minami (29/3), Ryōta Matsumoto (25/1), Kaito Anzai (15/0), Masatoshi Kushibiki (24/0), Shunta Nakamura (1/0), Yūta Kumamoto (34/0), Kenta Furube (8/0), Kōya Yuruki (31/2), Shūto Kitagawa (17/1), Ryōma Nishimura (8/0), Tatsuya Sakai (5/0), Yū Tamura (3/0), Masato Nakayama (22/3), Jumpei Kusukami (5/0), Kenta Uchida (9/0), Bruno Lopes (10/2)          |
| Mito HollyHock      | Kōji Homma (11/0), Taiki Tamukai (29/2), Takuma Hamasaki (12/0), Boniface Nduka (5/0), Makito Itō (35/1), Diego (34/1), Keisuke Funatani (6/0), Hiroyuki Mae (30/0), Jefferson Baiano (34/11), Yūji Kimura (39/5), Keita Tanaka (13/2), Shō Satō (10/0), Takuya Miyamoto (24/1), Eiji Shirai (16/0), Yūichi Hirano (5/1), Ryō Toyama (6/0), Jun’ya Hosokawa (40/0), Masato Kojima (39/4), Shunsuke Motegi (24/4), Ryō Hasegawa (2/0), Atsushi Kurokawa (28/3), Ryōji Fukui (21/0), Takeru Kishimoto (38/3), Yūto Nagasaka (1/0), Ryōtarō Itō (34/9), Batista (12/1), Keita Saitō (9/0), Ken’ya Matsui (29/0) |
| Tochigi SC          | Akihiko Takeshige (21/0), Yoshiya Nishizawa (11/0), Shōgo Nishikawa (17/0), Henik (38/0), Tatsuki Kohatsu (9/0), Kazunori Kan (12/0), Masashi Ōguro (40/12), Makoto Sugimoto (1/0), Ken’ya Okazaki (34/0), Yōsuke Kamigata (9/0), Kazuki Nishiya (40/6), Johnny Leoni (19/0), Shōta Sakaki (13/0), Shōta Fukuoka (31/2), Kōhei Hattori (38/3), Gō Hayama (5/1), Taku Ushinohama (15/2), Tatsuya Wada (17/0), Nejc Pecnik (22/2), Ryōsuke Tada (29/0), Ryōsuke Hisadomi (21/0), Hayato Nukui (8/0), Kento Kawata (27/1), Masaya Tashiro (20/0), Kei Ishikawa (2/0), Akira Hamashita (30/2), Taisuke Miyazaki (4/0), Shin’ichi Terada (2/0), Yūki Nishiya (17/0), Paulao (16/3), Alex (8/1), Takahiro Futagawa (7/0) |
| Omiya Ardija        | Kōsuke Kikuchi (20/2), Hiroyuki Kōmoto (28/3), Kōhei Yamakoshi (25/0), Taisuke Nakamura (6/0), Akinari Kawazura (38/0), Yūta Mikado (42/1), Akimi Barada (36/6), Robin Simovic (26/6), Genki Ōmae (41/24), Marcelo Toscano (15/0), Daisuke Watabe (14/0), Shintarō Shimizu (10/1), Keisuke Ōyama (38/1), Mateus (40/12), Shigeru Yokotani (23/0), Ryō Okui (9/0), Noriyoshi Sakai (36/3), Hitoshi Shiota (10/0), Takashi Kasahara (32/0), David Babunski (6/0), Takamitsu Tomiyama (33/3), Kanji Okunuki (7/0), Kazuaki Sasō (1/0), Shintarō Shimada (33/2), Hiroto Hatao (15/0) |
| JEF United Chiba    | Rodriguez (20/0), Geria (14/0), Naoya Kondō (37/2), Hebert (18/3), Tatsuya Masushima (23/3), Masaki Yamamoto (13/1), Yūto Satō (8/0), Kōki Kiyotake (16/3), Larrivey (33/11), Yamato Machida (25/4), Takayuki Funayama (39/19), Hirotaka Tameda (31/2), Shūto Kojima (25/3), Yūshi Mizobuchi (15/0), Kōji Toriumi (24/0), Andrew Kumagai (40/1), Asahi Yada (40/2), Jorge Salinas (11/1), Kōhei Kudō (12/0), Yūya Satō (13/0), Yūsuke Chajima (39/3), Jun Okano (4/0), Toshiya Takagi (14/2), Takaya Inui (13/0), Ōno Chol-hwan (9/0), Danto Sugiyama (3/0), Takumi Shimohira (14/2), Hiroshi Ibusuki (33/9) |
| Tokyo Verdy         | Masashi Wakasa (4/0), Akira Ibayashi (42/1), Shinnosuke Hatanaka (28/2), Yūki Kagawa (9/0), Tomohiro Taira (26/2), Jin Izumisawa (17/3), Alan Pinheiro (27/6), Tatsuya Uchida (41/0), Douglas Vieira (39/13), Leandro (8/1), Ryōhei Hayashi (28/7), Naoto Sawai (4/0), Shōgo Hayashi (10/0), Yūhei Satō (24/6), Lee Yong-jick (26/4), Shion Inoue (23/0), Naoto Kamifukumoto (42/0), Carlos Martinez (10/1), Naoya Tamura (31/0), Yūta Narawa (42/2), Kazuma Takai (3/0), Hideo Hashimoto (4/0), Hiroki Sugajima (1/0), Shunsuke Mori (2/1), Kōta Watanabe (36/2), Kan’ya Fujimoto (25/3), Ryōta Kajikawa (34/0)                                                                                                   |
| FC Machida Zelvia   | Kōki Fukui (29/0), Masayuki Okuyama (40/0), Kōdai Fujii (25/3), Kōta Fukatsu (38/3), Ri Han-jae (5/0), Kōki Sugimori (29/3), Taiki Hirato (40/8), Kōji Suzuki (30/5), Kōhei Tokita (17/0), Yūya Nakamura (21/2), Ryōhei Yoshihama (26/4), Yūdai Inoue (32/0), Kōki Shimosaka (8/1), Hirofumi Yamauchi (8/0), Shūta Doi (22/2), Dorian Babunski (24/4), Toshiyasu Takahara (13/0), Takuya Hashiguchi (1/0), Ryūsuke Sakai (27/1), Romero Frank (23/4), Masaya Kojima (10/0), Kōta Morimura (31/2), Yūki Nakashima (42/12), Hiroki Todaka (9/2), Naoki Ōtani (37/3) |
| Yokohama FC         | Yūta Fujii (19/0), Ryō Tadokoro (20/0), Masaki Watanabe (9/0), Masakazu Tashiro (16/3), Takahiro Nakazato (12/1), Naoki Nomura (36/5), Kensuke Satō (37/5), Akira Toshima (28/5), Ibba (39/17), Kazuyoshi Miura (9/0), Bae Seung-jin (25/1), Kengo Kitazume (35/5), Yūki Nakayama (1/0), Jumpei Arai (4/0), Eijirō Takeda (32/1), Yūta Minami (25/0), Jeong Chung-geun (14/0), Calvin Jong-a-Pin (34/2), Kaito Yamamoto (7/0), Takuya Nagata (8/1), Bruno Meneghel (3/0), Kazuhito Watanabe (38/1), Keita Ishii (13/0), Kōsuke Saitō (18/3), Ayumu Tachibana (4/0), Yasumasa Kawasaki (14/1), Daisuke Matsui (9/0), Shūgo Tsuji (10/0), Yūji Senuma (15/1), Leandro Domingues (38/11), Kōki Saitō (2/0)            |
| Ventforet Kofu      | Kōhei Kawata (25/0), Masato Yuzawa (27/2), Byeon Jun-byum (16/0), Hideomi Yamamoto (21/0), Ryō Kubota (13/0), Eder Lima (35/1), Yūki Horigome (27/5), Ryōhei Arai (9/0), Dinei (12/1), Lins (16/5), Diego (11/1), Shūsuke Ōta (4/0), Yūsuke Tanaka (21/0), Ferrugem (5/0), Masaru Matsuhashi (15/0), Hidetaka Kanazono (20/6), Ryōhei Michibuchi (27/2), Kazuki Kozuka (31/6), Toshio Shimakawa (14/2), Yūta Koide (33/1), Hiroki Oka (17/0), Yutaka Soneda (20/4), Kōta Mori (9/1), Kazuhiro Satō (31/5), Shōhei Abe (5/0), Yūki Hashizume (11/0), Junior Barros (19/11), Kōhei Shimizu (9/0), Takuya Akiyama (1/0), Yūta Imazu (24/1), Ryō Takano (34/0), Shōhei Ogura (23/2), Takayuki Seto (1/0)               |
| Matsumoto Yamaga FC | Tatsuya Morita (39/0), Nobuhisa Urata (30/2), Hayuma Tanaka (23/2), Masaki Iida (41/3), Yūdai Iwama (34/1), Ibuki Fujita (38/1), Daizen Maeda (29/7), Serginho (33/11), Hiroyuki Takasaki (41/7), Kōhei Kudō (12/0), Kōhei Mishima (2/0), Keiya Nakami (22/0), Paulinho (21/3), Tomohiko Murayama (3/0), Takaaki Shichi (1/0), Takefumi Tōma (5/0), Hiroki Yamamoto (14/0), Takayoshi Ishihara (41/2), Tomotaka Okamoto (11/1), Naoki Maeda (16/3), Yōta Shimokawa (11/0), Yūya Hashiuchi (34/0), Akira Andō (1/0), Yū Yasukawa (5/0), Ryō Nagai (24/3), Yūzō Iwakami (38/5), Dinei (4/1), Tomoki Imai (7/0) |
| Albirex Niigata     | Kōki Ōtani (14/0), Kenta Hirose (24/2), Michihiro Yasuda (30/6), Song Ju-hun (23/0), Seitarō Tomisawa (20/0), Ryōta Isomura (19/1), Atsushi Kawata (39/9), Masaru Katō (38/1), Thalles (34/4), Yōhei Kajiyama (3/0), Tatsuya Tanaka (31/2), Arata Watanabe (35/10), Yūta Itō (4/0), Ryōma Watanabe (5/0), Kishō Yano (39/5), Gō Hayama (2/0), Yasutaka Yanagi (3/0), Naoki Kawaguchi (17/0), Sachirō Toshima (32/2), Bruno Meneghel (1/0), Taiki Watanabe (21/0), Yūto Horigome (6/0), Caue (13/3), Yoshiaki Takagi (32/0), Teruki Hara (25/0), Shion Homma (1/1), Alex Muralha (28/0), Yoshizumi Ogawa (21/2), Shun Ōbu (15/0), Daisuke Sakai (8/0)                                                               |
| Zweigen Kanazawa    | Norimichi Yamamoto (13/1), Yūji Sakuda (26/1), Hisashi Ōhashi (27/3), Shōhei Kiyohara (41/5), Kōichi Satō (30/3), Kiwara Miyazaki (23/4), Kyōhei Sugiura (39/3), Ryōma Ishida (25/0), Masahiro Kaneko (20/5), Shun’ya Mōri (38/1), Taiki Katō (39/3), Yūki Kakita (38/9), Ken Tajiri (9/0), Yūto Shirai (33/0), Keita Fujimura (37/1), Tomonobu Hiroi (6/0), Maranhao (31/9), Masato Yamazaki (4/0), Raisei Shimazu (5/0), Takahide Umebachi (24/0), Honoya Shōji (41/1), Keigo Numata (37/0) |
| FC Gifu             | Masanori Abe (41/1), Tadashi Takeda (34/1), Tsubasa Aoki (6/0), Shōhei Mishima (26/0), Paulo Jun’ichi Tanaka (32/8), Ezequiel Ham (1/0), Yūya Yamagishi (31/4), Ryan De Vries (26/4), Kyōgo Furuhashi (26/11), Kōya Kazama (38/5), Daiki Tamori (31/0), Takayuki Fukumura (35/0), Daichi Ishikawa (13/1), Kento Yabuuchi (10/2), Woo Sang-ho (1/0), Takuya Shimamura (4/0), Yūto Ono (28/2), Hiroaki Namba (30/1), Victor (42/0), Yōichi Naganuma (17/0), Osamu Henry Iyoha (11/0), Yūshi Nagashima (10/1), Tōma Murata (2/0), Kensei Nakashima (30/2), Kōta Miyamoto (41/1), Michael (4/0), Fumitaka Kitatani (11/0)                                                                                              |
| Kyoto Sanga FC      | Gō Iwase (3/0), Masafumi Miyagi (8/0), Marcus Tulio Tanaka (31/4), Matias Caseras (2/0), Yūki Honda (36/1), Ryōsuke Tamura (2/0), Takuya Shigehiro (32/3), Renzo Lopez (37/11), Sergio Escudero (15/0), Yōsuke Yuzawa (18/0), Yūto Iwasaki (33/1), Keiya Sentō (39/1), Yūta Someya (40/1), Daiki Numa (5/0), Yūsuke Muta (18/0), Reo Mochizuki (8/0), Yōhei Ōno (16/3), Kaio (15/4), Keisuke Shimizu (30/0), Tomoya Koyamatsu (36/5), Takahiro Masukawa (23/1), Shōgo Shimohata (12/0), Yōsuke Ishibitsu (40/1), Juninho (16/2), Kōhei Tomita (2/0), Tomoya Wakahara (12/0), Shimpei Fukuoka (10/1), Sōichirō Kōzuki (2/0), Kyōhei Kuroki (4/0), Jun Kanakubo (16/0), Yoshihiro Shōji (20/1)                       |
| Fagiano Okayama     | Masahiko Sawaguchi (14/0), Keita Gotō (18/2), Mizuki Hamada (23/3), Shigeto Masuda (15/1), Kōhei Kiyama (40/1), Daisuke Itō (27/2), Kōki Tsukagawa (32/3), Lee Yong-jae (11/1), Yōhei Ōtake (17/1), Makoto Mimura (35/1), Junki Kanayama (22/0), Kōta Ueda (40/3), Toshiya Sueyoshi (25/0), Ricardo Santos (15/0), Kenji Sekido (20/2), Kazuki Saitō (38/3), Hayato Nakama (38/8), Kenta Mukuhara (32/0), Jun Ichimori (20/0), Tsubasa Kubo (3/0), Shingo Akamine (36/2), Shōhei Takeda (15/2), Choi Jung-won (1/0), Takuma Takeda (1/0), Wakaba Shimoguchi (12/0), Tomoya Fukumoto (10/0), Kaito Abe (7/1), Jeong Chung-geun (16/2), Sōya Takahashi (4/0)                                                         |
| Renofa Yamaguchi FC | Keisuke Tsuboi (23/0), Kōdai Watanabe (34/2), Yōhei Fukumoto (1/0), Kentarō Satō (21/0), Takayuki Mae (40/2), Jun’ya Ōsaki (32/2), Kōsuke Onose (25/10), Julinho (7/1), Kazuhito Kishida (29/4), Jōji Ikegami (20/0), Yūya Torikai (27/0), Takumi Kusumoto (3/1), Issei Takayanagi (1/0), Kazuki Segawa (23/0), Daisuke Yoshimitsu (17/0), Daisuke Takagi (38/8), Ado Onaiwu (42/22), Takeru Kiyonaga (6/0), Yūma Hiroki (11/0), Gerson Vieira (4/0), Keita Yamashita (35/5), Renan (20/0), Tsugutoshi Ōishi (7/0), Issei Takahashi (10/0), Hidetoshi Miyuki (41/2), Mitsuru Maruoka (12/1), Washington (11/0), Eisuke Fujishima (25/0), Kazuma Takai (18/2)                                                       |
| Kamatamare Sanuki   | Kenta Shimizu (41/0), Park Chan-yong (21/0), Taiki Nakashima (19/1), Kenji Arabori (17/0), Shōgo Asada (27/0), Takuya Nagasawa (1/0), Ryōta Nagata (32/2), Daigō Watanabe (23/0), Kazuki Ganaha (12/1), Kazumasa Takagi (23/1), Yūki Morikawa (24/2), Tetsuya Kijima (30/1), Wataru Sasaki (30/0), Atsushi Ichimura (15/0), Song Young-min (1/0), Takumi Sasaki (40/4), Kenshirō Suzuki (6/0), Kentarō Shigematsu (37/6), Kazuki Hara (35/8), Yūki Fuke (3/0), Yūsuke Takeda (23/1), Hironori Nishi (16/0), Kazuya Okamura (40/1), Tomoya Hayashi (2/0), Hideo Tanaka (13/0), Akira Takeuchi (14/0), Alex (35/0)                                                                                                   |
| Tokushima Vortis    | Carvajal (7/0), Bueno (15/1), Leo Ōsaki (17/0), Kōtarō Fujiwara (26/0), Hidenori Ishii (28/1), Sisinio (37/1), Yūto Uchida (26/1), Ken Iwao (39/5), Tarō Sugimoto (24/1), Yatsunori Shimaya (24/8), Hiroto Goya (7/1), Ryūji Sugimoto (27/0), Rikuya Izutsu (33/1), Ryōgo Yamasaki (18/3), Akihiro Satō (20/0), Takuma Sonoda (1/0), Kim Jong-pil (12/0), Yūji Kajikawa (35/0), Rikuto Hirose (13/0), Taiga Maekawa (39/4), Kōhei Uchida (1/0), Barral (16/9), Yūki Ōmoto (21/0), Tsubasa Ōya (4/0), Yūdai Konishi (28/3), Shiryū Fujiwara (4/0), Genta Omotehara (13/1), Kenta Kanō (17/1), Yūki Oshitani (3/0), Peter Utaka (18/6)                                                                               |
| Ehime FC            | Masahiro Okamoto (42/0), Kōsuke Yamazaki (25/1), Mutsumi Tamabayashi (17/0), Daiki Nishioka (27/0), Takanori Maeno (39/1), Hideyuki Nozawa (29/1), Takashi Kondō (32/6), Jun Andō (30/0), Kōki Arita (35/5), Yūta Kamiya (30/7), Yumemi Kanda (7/2), Junki Koike (36/3), Shion Niwa (34/1), Hiroto Tanaka (41/0), Daiki Kogure (37/0), Gō Nishida (15/1), Yoshiki Fujimoto (12/3), Kazuhisa Kawahara (26/2), Makoto Rindō (25/0), Jurato Ikeda (7/1), Shin’ya Uehara (12/0), Makito Yoshida (16/0), Woo Sang-ho (10/0), Shūya Iwai (1/0) |
| Avispa Fukuoka      | Yūichi Komano (24/1), Yū Tamura (1/0), Yūki Sanetō (28/1), Won Du-jae (17/0), Yu In-soo (31/1), Jun Suzuki (41/6), Tulio de Melo (7/0), Hisashi Jōgo (24/6), Keisuke Iwashita (23/1), Kōki Kido (11/0), Takuma Edamura (26/1), Takayuki Morimoto (27/6), Daisuke Ishizu (39/8), Riki Matsuda (37/6), Dudu (36/10), Shunsuke Tsutsumi (11/0), Euller (14/2), Kentarō Kakoi (26/0), Naoki Wako (34/0), Rikihiro Sugiyama (16/0), Taiyō Koga (21/0), Sō Hirao (5/0), Kazunori Yoshimoto (11/1), Kōji Yamase (29/1), Leo Mineiro (16/4), Kōjirō Shinohara (33/0) |
| Roasso Kumamoto     | Minoru Hata (11/0), Kōhei Kuroki (35/1), Lim Jin-woo (3/0), Takuya Sonoda (17/1), Ryūjirō Ueda (9/0), Takumi Murakami (12/0), Shōsuke Katayama (13/0), Shūhei Kamimura (31/2), An Byong-jun (36/10), Yūsuke Minagawa (41/11), Atsuto Tatara (14/0), Tatsuya Tanaka (42/9), Takeshi Aoki (26/0), Tsubasa Sano (9/0), Seiichirō Maki (25/1), Hayate Hachikubo (27/3), Kazumasa Uesato (16/1), Takurō Uehara (11/0), Yūki Kotani (21/1), Yūkō Takase (9/0), Keisuke Tanabe (6/0), Yūto Nakayama (32/1), Shōta Hayashi (3/0), Akihiro Satō (31/0), Shun Itō (33/4), Shūsuke Yonehara (27/0), Kōdai Sakamoto (10/2), Yūki Ikeya (2/0), Shōto Suzuki (16/2), Tomonobu Yokoyama (7/0), Kōki Mizuno (12/0)                 |
| Oita Trinita        | Masahiro Nasukawa (8/1), Akira Takeuchi (4/0), Yoshinori Suzuki (42/1), Naoya Fukumori (37/0), Rei Matsumoto (42/4), Hwang Song-su (6/0), Yūsuke Gotō (28/10), Noriaki Fujimoto (26/12), Yōhei Hayashi (12/2), Shōhei Kishida (4/0), Takumi Kiyomoto (26/4), Jun Okano (6/0), Shintarō Kokubu (10/0), Kōhei Isa (34/4), Yūji Hoshi (37/5), Kōki Kotegawa (24/4), Yūya Himeno (4/0), Kazushi Mitsuhira (30/10), Tomoki Iwata (20/0), Shun Takagi (42/0), Ryōsuke Maeda (15/0), Takuya Marutani (39/2), Masaki Miyasaka (21/1), Kenji Baba (31/12), Ryōsuke Tone (17/0), Shōta Kawanishi (23/2) |

## Statistiken

### Tabelle
| Pl.                    | Verein              | Sp. | S  | U  | N  | Tore    | Diff. | Punkte |
| ---------------------- | ------------------- | --- | -- | -- | -- | ------- | ----- | ------ |
| 1.                     | Matsumoto Yamaga FC | 42  | 21 | 14 | 7  | 054:340 | +20   | 77     |
| 2.                     | Ōita Trinita        | 42  | 23 | 7  | 12 | 076:510 | +25   | 76     |
| 3.                     | Yokohama FC         | 42  | 21 | 13 | 8  | 063:440 | +19   | 76     |
| 4.                     | FC Machida Zelvia   | 42  | 21 | 13 | 8  | 062:440 | +18   | 76     |
| 5.                     | Omiya Ardija (A)    | 42  | 21 | 8  | 13 | 065:480 | +17   | 71     |
| 6.                     | Tokyo Verdy         | 42  | 19 | 14 | 9  | 056:500 | +6    | 71     |
| 7.                     | Avispa Fukuoka      | 42  | 19 | 13 | 10 | 058:420 | +16   | 70     |
| 8.                     | Renofa Yamaguchi FC | 42  | 16 | 13 | 13 | 063:640 | −1    | 61     |
| 9.                     | Ventforet Kofu (A)  | 42  | 16 | 11 | 15 | 056:460 | +10   | 59     |
| 10.                    | Mito HollyHock      | 42  | 16 | 9  | 17 | 048:460 | +2    | 57     |
| 11.                    | Tokushima Vortis    | 42  | 16 | 8  | 18 | 048:420 | +6    | 56     |
| 12.                    | Montedio Yamagata   | 42  | 14 | 14 | 14 | 049:510 | −2    | 56     |
| 13.                    | Zweigen Kanazawa    | 42  | 14 | 13 | 15 | 052:480 | +4    | 55     |
| 14.                    | JEF United Chiba    | 42  | 16 | 7  | 19 | 072:720 | ±0    | 55     |
| 15.                    | Fagiano Okayama     | 42  | 14 | 11 | 17 | 039:430 | −4    | 53     |
| 16.                    | Albirex Niigata (A) | 42  | 15 | 8  | 19 | 048:560 | −8    | 53     |
| 17.                    | Tochigi SC (N)      | 42  | 13 | 11 | 18 | 038:480 | −10   | 50     |
| 18.                    | Ehime FC            | 42  | 12 | 12 | 18 | 034:520 | −18   | 48     |
| 19.                    | Kyoto Sanga FC      | 42  | 12 | 7  | 23 | 040:580 | −18   | 43     |
| 20.                    | FC Gifu             | 42  | 11 | 9  | 22 | 044:620 | −18   | 42     |
| 21.                    | Roasso Kumamoto     | 42  | 9  | 7  | 26 | 050:790 | −29   | 34     |
| 22.                    | Kamatamare Sanuki   | 42  | 7  | 10 | 25 | 028:720 | −44   | 31     |
| Stand: Ende der Saison |                     |     |    |    |    |         |       |        |

Bemerkung: FC Machida Zelvia war nicht aufstiegsberechtigt
| Zum Saisonende 2018: |                                                                                 |
| Aufstieg in die J1 League 2019: Matsumoto Yamaga FC, Oita Trinita Teilnahme an den Relegationsspielen zur J1 League: Yokohama FC, Omiya Ardija, Tokyo Verdy Abstieg in die J3 League 2019: Roasso Kumamoto, Kamatamare Sanuki |                                                                                 |
| |                                                                                 |
| Zum Saisonende 2017: |                                                                                 |
| (A) | Absteiger aus der J1 League 2017: Ventforet Kofu, Albirex Niigata, Omiya Ardija |
| (N) | Aufsteiger aus der J3 League 2017: Tochigi SC                                   |

### Aufstiegsplayoffs

#### Viertelfinale
|              | Ergebnis |             |
| ------------ | -------- | ----------- |
| Omiya Ardija | 0:1      | Tokyo Verdy |

#### Halbfinale
|             | Ergebnis |             |
| ----------- | -------- | ----------- |
| Yokohama FC | 0:1      | Tokyo Verdy |

#### Finale
|              | Ergebnis |             |
| ------------ | -------- | ----------- |
| Júbilo Iwata | 2:0      | Tokyo Verdy |